# Jor
Jor (en árabe: الخور‎; en inglés: Al Khor) es una ciudad costera en el norte de Catar, con una población de 31 547 habitantes (2008 est.), ubicada a 50 km al norte de la capital, Doha. Además, es capital del municipio de Jor. El nombre de la ciudad significa 'arroyo' en persa porque la ciudad está situada en una cala. Al Jor acoge a numerosos empleados de la industria del petróleo, debido a su proximidad a los campos de petróleo y gas natural del norte de Catar, y debido a su proximidad a la zona industrial de Ras Laffan.

## Historia
Jor fue gobernada por la tribu Al Mohanadi antes de la independencia de Catar en 1971 y sigue siéndolo hoy en día. Se cree que la tribu Al Mohanadi que vive en Jor se formó en el siglo XVIII. La tribu se compone de siete familias de beduinos. Hoy en día, la mayoría de los ciudadanos de Jor son de esa tribu.

## Turismo
Jor se conoce por el Al-Sultan Hotel & resort, un palacio que se convirtió en un hotel, y por su gran concentración de la moderna e histórica mezquita. La industria principal de la ciudad es la pesca. Hay varias playas excelentes de los alrededores de Jor, y las playas del sur de la misma cuentan con numerosas casas de playa, propiedad de los residentes de la ciudad y los residentes de Doha.

## Deportes
La ciudad fue una de las sedes de la Copa Mundial de Fútbol de 2022, donde los partidos se disputaron en el Estadio Al Bayt.

## Instalaciones
Debido a la expansión continua en Ras Laffan Industrial City, el número de instalaciones y servicios disponibles en la ciudad está aumentando rápidamente.
En la actualidad se incluyen:
- Hospital General de Jor
- Medical Center
- Estaciones de Policía y Bomberos
- Centro de pruebas de vehículos
- Dirección General de Tráfico
- Aeropuerto de Al Khor
- Una escuela de conducción
- Jor Vivienda Comunitaria (AKC)
- Puerto pesquero
- Estadio de fútbol en el club deportivo Jor
- Un surtido de tiendas pequeñas y medianas empresas (estos incluyen ópticas, farmacias, sastres, supermercados, una cooperativa, etc.)
- Un creciente número de restaurantes y tiendas de comida rápida
- Una pequeña zona industrial
- Jor, centro comercial que abrió sus puertas el 7 de julio de 2012.